# MED23
A Mediador da subunidade 23 de transcrição da RNA polimerase II é uma proteína secretora rica em cisteína que em humanos é codificada pelo gene MED23 também conhecido como CRSP3.